# Kaposváry György
Kaposváry György (születési nevén Vétek György; Kaposvár, 1886. január 13. – Szigetvár, 1954. február 20.) Kaposvár egyik legnagyobb hatású polgármestere volt. Összesen mintegy 22 éven át állt a város élén, először 1922-től 1944-ig, majd 1945-ben hét hónapig.

## Élete
1886-ban született Kaposváron Vétek György néven. Mind apja, mind nagyapja, mind dédapja molnármester volt. Iskoláit négy városban, Kaposváron, Csurgón, Pécsen és Debrecenben végezte, államtudományi államvizsgáját 1907-ben tette le. Először Pécsen kezdett dolgozni, majd Budapestre került, ahol az Állami Legfőbb Számvevőség segédtitkára lett.
1922-ben hazatért szülővárosába, ahol polgármesterré választották. Sikerült stabilizálnia a háború és a trianoni békediktátum által megroppantott városi gazdaságot, javította a szociális és a közegészségügyi helyzetet, rendbe tette a közüzemeket, fejlesztette az oktatást, amellett, hogy a városkép is kedvezően és látványosan fejlődött hivatali ideje alatt. Többek között újjáépítették a háború során megrongálódott utakat és járdákat, csapadékvíz-elvezető csatornák épültek, új kutakat fúrtak, a lakáshiányt pedig szükséglakások építésével enyhítették, de felépült a Tisztviselőtelep is. A cseri városrészben aggápoldát alapított, 1925-ben létrehozta a városi dalárdát, új helyre költözhetett a tűzoltóság, felépült a postapalota, valamint támogatta több iskola (elemi iskola a Pécsi utcában, polgári fiúiskola az Irányi Dániel utcában) megépítését is. Nevéhez kapcsolódik az országszerte híressé vált „Virágos Kaposvár” mozgalom elindítása, virágos járdaszegélyek létesültek, ő alakíttatta ki a színház körülötti parkot, és neki köszönhető a Kontrássy, a Zárda és az Eszterházy (ma: Bajcsy-Zsilinszky) utcák fásítása is. Hozzájárult a keleti városrészben felépült új templom, a Hősök temploma építéséhez is, amiért XI. Piusz pápa a Szent Gergely rend lovagkeresztjével tüntette ki.
1934. február 24-én nevét szeretett szülővárosa iránti tisztelete jeléül Vétek Györgyről Kaposváry Györgyre változtatta.
1944-ben, a német megszállás után bár igyekezett javítani a városból elhurcolt zsidók sorsán, de deportálásukat nem tudta megakadályozni. A nyilasok hamarosan elmozdították hivatalából, de a szovjet megszállás után az új rendszer visszahelyezte. Hét hónapos tevékenysége nagyban hozzájárult a város életének újraindításához, de 1945. augusztus 7-én letartóztatták, és háborús bűnökkel alaptalanul vádolva népbíróság elé állították. Bár a vádak egy része alól felmentették, más részükért december 22-én másfél év szabadságvesztésre ítélték. Ennek letöltése után tisztségét már nem kapta vissza újból, sőt, saját kecelhegyi pincéjébe internálták. Ezután Szigetvárra költözött, ahol segédmunkásként dolgozott, egészen 1954-ben a helyi kórházban bekövetkezett haláláig.
Maradványait hazaszállították, és szinte titokban helyezték el a Keleti temetőben található (XIII. szegély, 1. sír) családi sírboltba. Az eseményen csak legközelebbi családtagjai vettek részt.

## Emlékezete

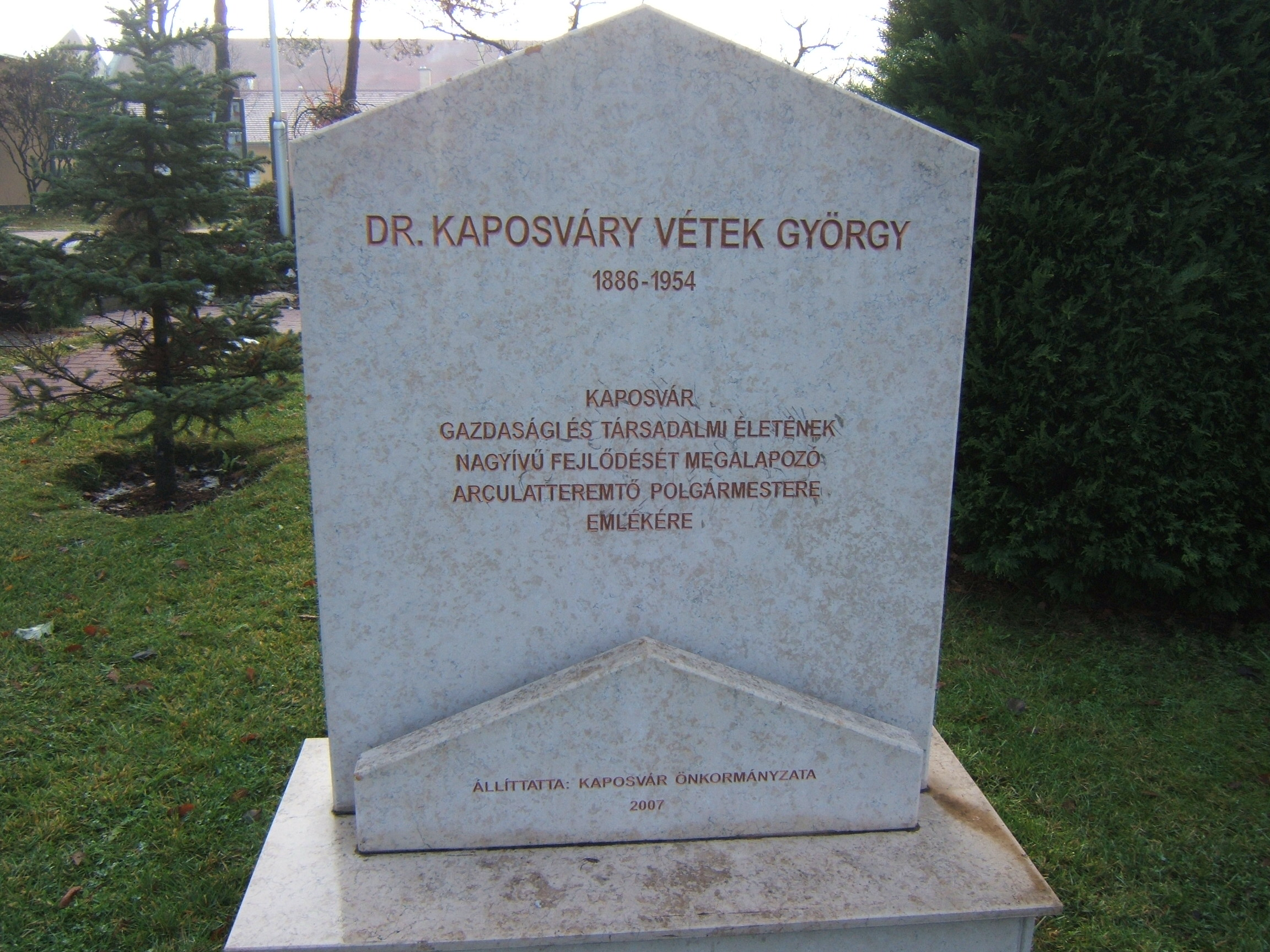
Emlékmű a róla elnevezett utcában

Róla nevezték el Kaposvár egyik utcáját, ahol 2007-ben emlékművet is állítottak emlékére a következő felirattal: „Kaposvár gazdasági és társadalmi életének nagyívű fejlődését megalapozó arculatteremtő polgármestere emlékére”.
Amikor 2015-ben Kaposvár lecserélte összes helyi járatú buszát, és a következő hónapokban minden új buszra egy-egy helyi híresség arcképe került fel, Kaposváry György az elsők között volt, akik megjelentek valamelyik buszon.